# Clostridium botulinum
Clostridium botulinum je vrsta grampozitivnih negibljivih anaerobnih sporogenih bakterij iz rodu klostridij, ki proizvaja toksin botulin ter povzroča botulizem. Leta 1896 jo je odkril in izoliral Emile van Ermengem. Nahaja se predvsem v prsti.
Clostridium botulinum je paličasta bakterija. Je anaerobna in kisik je zanjo strupen, vendar tolerira manjše količine kisike, ker poseduje encim superoksid-dismutazo, ki ščiti bakterijo pred oksidativnimi poškodbami. Tvori lahko endosporo ter v takšen stanju preživi neugodne okolijske razmere. 
Bakterije se uporabljajo za pridobivanje botulina, ki se uporablja v zdravstvene in kozmetične namene kot mišični releksant. Znan pripravek, ki vsebuje botulin se uporablja za glajenje gub, se nahaja pod zaščitenim imenom Botox.